# Bryrup Sogn
Bryrup Sogn er et sogn i Silkeborg Provsti (Århus Stift).
I 1800-tallet var Bryrup Sogn og Vrads Sogn annekser til Vinding Sogn. Vrads Sogn hørte til Vrads Herred, de to andre til Tyrsting Herred, begge i Skanderborg Amt. Vinding-Bryrup-Vrads sognekommune blev ved kommunalreformen i 1970 indlemmet i Them Kommune, som ved strukturreformen i 2007 indgik i Silkeborg Kommune.
I Bryrup Sogn ligger Bryrup Kirke.
I sognet findes følgende autoriserede stednavne:
- Bryrup (bebyggelse)
- Kannikebjerg (areal)
- Katrinedal Mark (bebyggelse)
- Kongsø Plantage (areal)
- Kulsø (bebyggelse, vandareal) – del med Vrads Sogn
- Kvindsø (vandareal)
- Langsø (vandareal)
- Lille Bryrup (bebyggelse)
- Lykkensspil (bebyggelse)
- Lystruphave (bebyggelse)
- Lystrupå (bebyggelse)
- Løve (bebyggelse, ejerlav)
- Rævehøj (areal)
- Sejt (bebyggelse, ejerlav)
- Svinsbjerg (bebyggelse)
- Sølyst (bebyggelse)
- Velling (bebyggelse, ejerlav)
- Velling Koller (bebyggelse)
- Velling Skov (areal)
- Vellinggavl (areal)
- Vellingskov (bebyggelse)
- Vesterhåb (bebyggelse)
- Østerhåb (bebyggelse)